# تلمبه عباس‌آباد (بم)
تلمبه عباس‌آباد یک منطقهٔ مسکونی در ایران است که در دهستان حومه واقع شده‌است. براساس سرشماری مرکز آمار ایران در سال ۱۳۹۵، تلمبه عباس‌آباد ۵۰ نفر جمعیت دارد.